# フリゼットステークス
フリゼットステークス（Frizette Stakes）は、アメリカ合衆国ニューヨーク州のベルモントパーク競馬場にて、毎年10月の初頭に開催されるサラブレッド競馬の競走である。

## 概要
1945年に創設された競走で、競走名はトウルビヨンやダリアなどの祖となった牝馬フリゼットに由来している。当初から東海岸地区の2歳牝馬路線の主要競走であり、1973年のグレード制導入時からG1競走に設定されている。
創設時の施行条件はダート6ハロン（約1207メートル）、その後何度か距離の変遷があり、2005年以降は8ハロン（約1609メートル）で行われている。創設時はジャマイカ競馬場、1959年以降はベルモントパーク競馬場で開催されており、ベルモントパーク競馬場が使えない期間などはアケダクト競馬場で代替開催されている。なお、1949年から1951年の3年間は開催休止されている。
ブリーダーズカップ・ジュヴェナイルフィリーズ創設以後は、それに向けての重要なプレップレースとしての性格も付与されている。また、同日には同じ距離で行われる2歳G1シャンペンステークスも施行されている。

## 近年の勝ち馬
- 2024 - Scottish Lassie
- 2023 - Just F Y I
- 2022 - Chocolate Gelato
- 2021 - Echo Zulu
- 2020 - Dayoutoftheoffice
- 2019 - Wicked Whisper
- 2018 - Jaywalk
- 2017 - Separationofpowers
- 2016 - Yellow Agate
- 2015 - Nickname
- 2014 - By The Moon[1]
- 2013 - Artemis Agrotera
- 2012 - Dreaming of Julia
- 2011 - My Miss Aurelia
- 2010 - A Z Warrior
- 2009 - Devil May Care
- 2008 - Sky Diva
- 2007 - Indian Blessing
- 2006 - Sutra
- 2005 - Adieu
- 2004 - Balletto
- 2003 - Society Selection
- 2002 - Storm Flag Flying
- 2001 - You